# Daemonium
Albums de Anonymus
Instinct Chapter Chaos Begins
Daemonium est le quatrième album d'Anonymus. Sa sortie se produit trois ans après celle d'Instinct qui s'était fait avec la collaboration de Colin Richardson, un ingénieur du son britannique. Cette fois-ci, Anonymus ne fait pas appel à des collaborateurs étrangers et s'en remet à Pierre Rémillard en tant qu'ingénieur du son. Ce dernier avait aussi participé à la production de l'album Stress en 1997. L'album a été enregistré chez Wild Studio à Saint-Zénon au Québec.

## Liste des morceaux
| No  | Titre                        | Durée |
| --- | ---------------------------- | ----- |
| 1.  | Invisible Man                |       |
| 2.  | Demons are forever           |       |
| 3.  | Twice                        |       |
| 4.  | Burning the candle both ends |       |
| 5.  | Loto-destruction             |       |
| 6.  | In your face                 |       |
| 7.  | Mephisto                     |       |
| 8.  | Why be the judge?            |       |
| 9.  | La mano criminal             |       |
| 10. | Mean world symptom           |       |
| 11. | Fou moi la paix              |       |
| 12. | Cane di vita                 |       |